# Большое Микушкино
Большое Микушкино (чув. Аслӑ Микушкел) — село в Исаклинском районе Самарской области. Административный центр сельского поселения Большое Микушкино.

## География
Село расположено на реке Чембулатка в 23 км к юго-востоку от районного центра.

## Название
От имени основателя Микуша.

## История
Село основано в 1756 году чувашами, переселившимися сюда из Цивильского (Тугаевская, Кошкинская волость), Свияжского (Айбесинская, Чекурская волости) и Курмышкского (Карачуринская, Аликовская волости) уездов. Население села составляли государственные крестьяне. Село Большое Микушкино один из самых старинных сёл православной веры. В 1871 году в селе была открыта церковь во имя Св. Троицы, построенная вместо уничтоженной пожаром церкви. С 1873 существовала церковно-приходская школа, в 1881 открыто земское училище
В XIX веке входило в состав Бугурусланского уезда Оренбургской, затем Самарской губернии. Со второй половины XIX в селе живут также и русские.
Энциклопедический словарь Брокгауза и Ефрона описывал Микушино как село Бугурусланского уезда Самарской губернии с населением 1622 человек, 281 крестьянским двором и школой. Упоминалось, что в 3 верстах от села разбросаны серные ключи.
В начале 20-х годов XX века в Микушкино была открыта школа 2 ступени.
После утверждения в 1924 году нового административного деления Самарской области Микушкинская волость была отнесена к укрупненной волости.
С 1928 года Микушено являлось административный центром Микушинского района Бугурусланского округа Средне-Волжской области.
В 1929 году в село была переведена средняя школа из села Новое Ганькино.
В 1932 году Микушинский район был расформирован, а Микушкинский сельский совет в составе населённых пунктов Козловка, Каменка, Кол. Михайловка, Кол. Чембулатка, Малиновка, Пантелеевка, Сосновка, Микушкино вошел в состав Сосновского (Сталинского) района. В 1935 году Микушкинский сельский совет вошел в состав образованного Исаклинского района.
В 30-х годах XX века в селе располагалась центральная усадьба колхоза «Коммунар».

## Население
Население села составляло:
| Год     | 1764 | 1781 | 1795 | 1811 | 1824 | 1840 | 1857 | 1870 | 1926 | 1989 | 2001 |
| ------- | ---- | ---- | ---- | ---- | ---- | ---- | ---- | ---- | ---- | ---- | ---- |
| Жителей | 385  | 409  | 480  | 426  | 442  | 1136 | 1205 | 1464 | 934  | 1198 | 1147 |

## Инфраструктура
В селе имеются средняя школа, дом культуры, фельдшерско-акушерский пункт, детский сад.

## Известные уроженцы и жители
В селе родились русский политик начала XX века В.Г. Архангельский и Герой Советского Союза В.С. Чекмасов.